# Deutsche Badmintonmeisterschaft 1979
Die Deutsche Badmintonmeisterschaft 1979 fand vom 16. bis zum 18. Februar 1979 in Oberhausen statt.

## Medaillengewinner
| Disziplin    | Gold                                                                        | Silber                                                                   | Bronze                                                        |
| ------------ | --------------------------------------------------------------------------- | ------------------------------------------------------------------------ | ------------------------------------------------------------- |
| Herreneinzel | Michael Schnaase (1. BV Mülheim)                                            | Karl-Heinz Zwiebler (1. BC Beuel)                                        | Georg Simon (TuS Wiebelskirchen)                              |
| Herreneinzel | Michael Schnaase (1. BV Mülheim)                                            | Karl-Heinz Zwiebler (1. BC Beuel)                                        | Horst Lösche (1. BV Mülheim)                                  |
| Dameneinzel  | Eva-Maria Kranz (1. BC Beuel)                                               | Jutta Rosenow (TV Mainz-Zahlbach)                                        | Vera Martini (TuS Wiebelskirchen)                             |
| Dameneinzel  | Eva-Maria Kranz (1. BC Beuel)                                               | Jutta Rosenow (TV Mainz-Zahlbach)                                        | Marie-Luise Schulta-Jansen (1. BV Mülheim)                    |
| Herrendoppel | Bernd Wessels (STC Blau-Weiß Solingen) Ulrich Rost (STC Blau-Weiß Solingen) | Georg Simon (TuS Wiebelskirchen) Olaf Rosenow (TV Mainz-Zahlbach)        | Gerd Kattau (VfB Lübeck) Joachim Schulz (VfB Lübeck)          |
| Herrendoppel | Bernd Wessels (STC Blau-Weiß Solingen) Ulrich Rost (STC Blau-Weiß Solingen) | Georg Simon (TuS Wiebelskirchen) Olaf Rosenow (TV Mainz-Zahlbach)        | Rolf Heyer (OSC 04 Rheinhausen) Gerhard Kucki (1. BV Mülheim) |
| Damendoppel  | Eva-Maria Kranz (1. BC Beuel) Vera Martini (TuS Wiebelskirchen)             | Ingrid Morsch (VfL Wolfsburg) Marie-Luise Schulta-Jansen (1. BV Mülheim) | Karin Kucki (1. BV Mülheim) Antonie Schwabe (1. BV Mülheim)   |
| Damendoppel  | Eva-Maria Kranz (1. BC Beuel) Vera Martini (TuS Wiebelskirchen)             | Ingrid Morsch (VfL Wolfsburg) Marie-Luise Schulta-Jansen (1. BV Mülheim) | Jutta Rosenow (TV Mainz-Zahlbach) Elke Weber (VfL Wolfsburg)  |
| Mixed        | Michael Schnaase (1. BV Mülheim) (VfL Wolfsburg)                            | Horst Lösche (1. BV Mülheim) Karin Kucki (1. BV Mülheim)                 | Gerd Kattau (VfB Lübeck) Brigitte Steden (TSV Glinde)         |
| Mixed        | Michael Schnaase (1. BV Mülheim) (VfL Wolfsburg)                            | Horst Lösche (1. BV Mülheim) Karin Kucki (1. BV Mülheim)                 | Roland Maywald (1. BC Beuel) Eva-Maria Zwiebler (1. BC Beuel) |